# Solariola normanna
Solariola normanna (лат.) — вид жуков-долгоносиков рода Solariola из подсемейства Entiminae. Назван в честь первого Неаполитанского и Сицилийского короля Рожера II (1095—1154), известного также как «Norman» (Normannus).

## Распространение
Встречаются в Италии, Калабрия (Catanzaro, «Le Serre» Mountains, Torre di Ruggiero), на высоте до 800 м.

## Описание
Жуки-долгоносики мелкого размера с узким телом, длина от 2,45 до 2,90 мм, ширина надкрылий 1 мм, длина рострума от 0,35 до 0,45 мм, ширина от 0,25 до 0,30 мм. От близких видов отличается мелкими размерами, коренастыми и короткими ногами, почти квадратной формой пронотума, субовальными боками надкрылий, коричневым оттенком кутикулы. Основная окраска тела коричневая. Усики 11-члениковые булавовидные (булава из трёх сегментов). Глаза редуцированные. Скутеллюм очень мелкий. Коготки лапок одиночные. Встречаются в песчаных почвах. Предположительно ризофаги.

## Таксономия
Впервые был описан в 2019 году итальянскими энтомологами Чезаре Белло (Cesare Bello, Верона, Италия), Джузеппе Озелла (Giuseppe Osella, Верона) и Козимо Бавьера (Cosimo Baviera, Messina University, Мессина). По признаку коренастого широкого тела и отсутствию на пронотуме специализированных щетинок (echinopappolepida) включают в состав видовой группы Solariola gestroi трибы Peritelini (или Otiorhynchini).